# Ozarba captata
Ozarba captata är en fjärilsart som beskrevs av Emilio Berio 1940. Ozarba captata ingår i släktet Ozarba och familjen nattflyn. Inga underarter finns listade i Catalogue of Life.